# Gotlands runinskrifter 80
Runinskrift G 80 är en runsten från Linde kyrka, Linde socken och Fardhems ting på Gotland. Den är nu placerad i Gotlands fornsal.

## Stenen

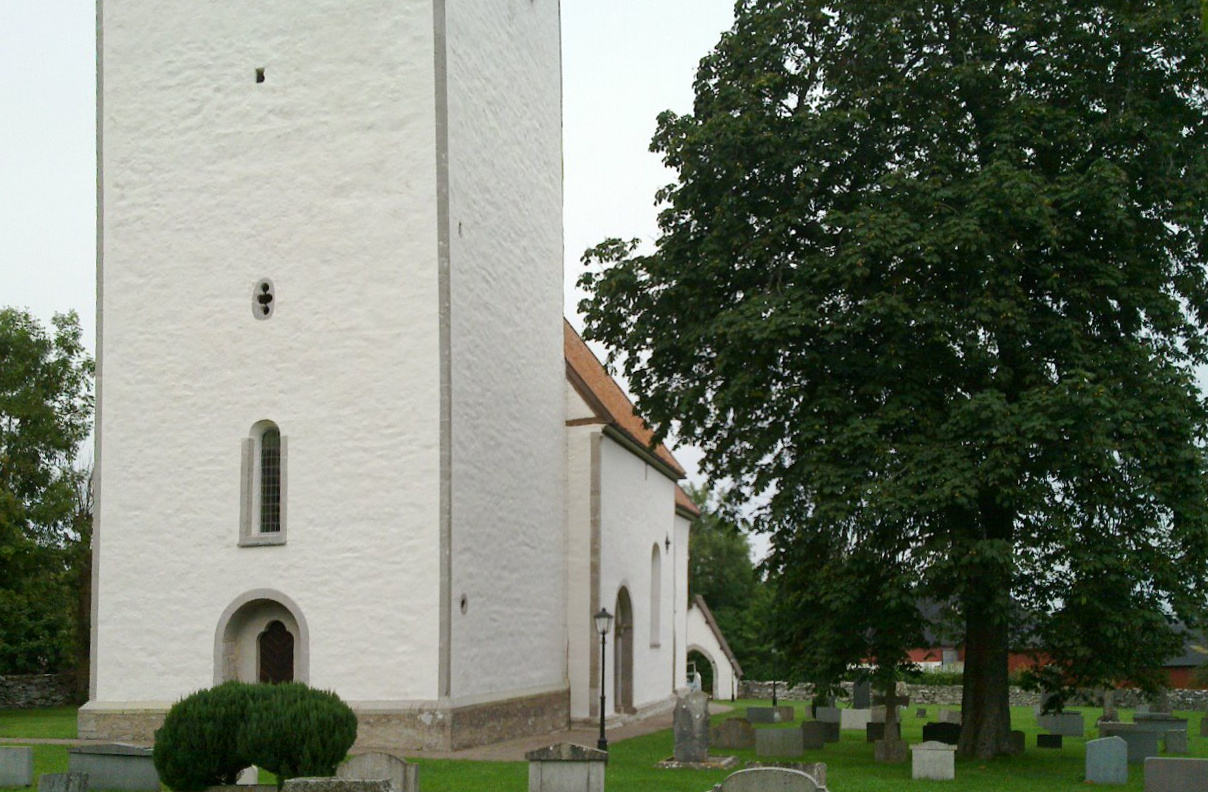
Här bland gravstenarna söder om kyrkan var runstenen placerad innan den flyttades till Gotlands fornsal.

Stenen låg tidigare på kykogården söder om Linde kyrka där den avtecknades och dokumenterades av C G Hilfeling 1799. Toppen var redan då avslagen och ytan hade blivit mycket hårt sliten av tramp. Stenen restes samma år och ställdes mot kyrkogårdsmuren. Det är dock osäkert om den från början stått på kyrkogården eller hört hemma på någon gårdsäga i närheten. 
Materialet består av grå kalksten, höjden är 167 cm och bredden 110 cm på stenens nedre del, över korsmitten är den 77 cm. Ursprungligen har runorna liksom ornamentiken varit skickligt utförda med inslag av punktorneringar. Motivet består av två runormar som i basen är kopplade hals mot hals, ovanför kopplet är ett vackert ringkors. En översättning av den translittererade inskriften följer nedan:

## Inskriften
Runsvenska: stain lit × bot[ulf ×] stafa × [merki × i] ... [hi-iR] × a(t) × unua(l)(t) × unit ...(l)(i) k(u)m[l * þi] ... sialu hans
Normaliserad: Stein lét Bótulfr stafa merki ... he[f]r at Unvald unnit(?) ... kuml(?) þe[ssi] ... sálu hans
Nusvenska: Stenen lät Botulv runmärka ... Han har åt Unvald skapat(?) detta kummel ... (Gud hjälpe) hans själ.

## Se även

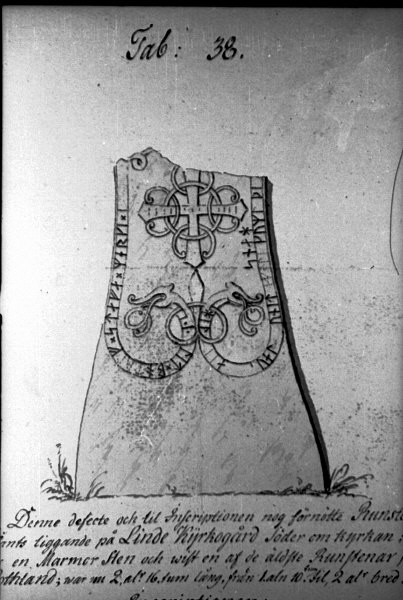
Teckning ur Hilfelings resa på Gotland 1799